# 藤宏明
藤 宏明（ふじ ひろあき、1982年10月1日 - ）は、東京都出身のサッカー指導者。

## 来歴
大学時代までは選手としてプレー。2006年からヴィッセル神戸でマネージャーを務め、2011年より分析担当に就任。
2014年、西野朗監督の誘いを受けて名古屋グランパスのコーチに就任した。
2023年、FC東京のトップチームヘッドオブアナリシスに就任した。

## 所属クラブ
- 筑波大学

## 指導歴
- 2006年 - 2013年  ヴィッセル神戸
  - 2006年 - 2008年 チームマネージャー
  - 2009年 - 2013年 分析担当
- 2014年 - 2015年  名古屋グランパス コーチ
- 2016年 - 2022年  データスタジアム株式会社
- 2023年 -  FC東京 ヘッドオブアナリシス